# Distrito electoral de Swan Lake (condado de Hayes, Nebraska)
Swan Lake (en inglés: Swan Lake Precinct) es un distrito electoral ubicado en el condado de Hayes en el estado estadounidense de Nebraska. En el Censo de 2010 tenía una población de 39 habitantes y una densidad poblacional de 0,42 personas por km².

## Geografía
Swan Lake se encuentra ubicado en las coordenadas 40°28′52″N 101°10′26″O / 40.48111, -101.17389. Según la Oficina del Censo de los Estados Unidos, Swan Lake tiene una superficie total de 92.5 km², de la cual 92.5 km² corresponden a tierra firme y (0%) 0 km² es agua.

## Demografía
Según el censo de 2010, había 39 personas residiendo en Swan Lake. La densidad de población era de 0,42 hab./km². De los 39 habitantes, Swan Lake estaba compuesto por el 92.31% blancos, el 0% eran afroamericanos, el 2.56% eran amerindios, el 0% eran asiáticos, el 2.56% eran isleños del Pacífico, el 2.56% eran de otras razas y el 0% pertenecían a dos o más razas. Del total de la población el 5.13% eran hispanos o latinos de cualquier raza.